# Henrik Zahle
Henrik Kristian Zahle (født 26. august 1943, død 15. juli 2006) var en dansk jurist. Henrik Zahle var en førende ekspert i forfatningsret og retsteori.
Henrik Zahle blev dr.jur. i 1976. Han blev konstitueret professor fra 1979 og fastansat professor ved Københavns Universitet fra 1983. Han var også dommer ved Østre Landsret og i Højesteret fra 1999 til 2002. Han har den første højesteretsdommer som forlod embedet siden 1849, da han i 2002 gik tilbage til et professorat på Universitet.
Henrik skrev flere lærebøger, monografier og videnskabelige artikler.
Politisk var Henrik Zahle medlem af Venstresocialisterne.